# Pierre Bodein
Cet article possède un paronyme, voir Bodin.
 (décembre 2018).
Pierre Bodein, né le 30 décembre 1947 à Obernai (Bas-Rhin), est un tueur en série français qui, depuis 1969, alterne séjours en hôpital psychiatrique et en prison. Il a un casier judiciaire faisant état de sept condamnations, dont trois en cours d'assises, notamment pour des viols avec violence.

## Biographie
Pierre Bodein est le onzième enfant d'une fratrie de seize, issue d'une communauté yéniche.
Il est membre d'une famille de « vanniers » (nom donné en Alsace aux gens du voyage sédentarisés).

## Parcours criminel
Après sa première peine de prison purgée en 1969, Pierre Bodein effectuera de nombreux autres séjours en prison, notamment pour vols, vols avec violence et braquages, mais également pour agressions sexuelles. En 1976, son état de santé est jugé « incompatible avec la détention ». Un responsable d'un service psychiatrique de l'époque, Michel Patris, déclare à son propos : « il était dans un état végétatif, figé, s'enfermant dans le mutisme ». Pierre Bodein avale ses excréments, se déplace alors en fauteuil roulant et obtient de la Cotorep une carte d'invalidité à 80 %. Libéré en 1980, il reprend ses braquages. Il est arrêté en 1989 et se fait à nouveau passer pour fou. Selon le psychiatre Henri Brunner, « à cette date-là, tous les experts psychiatriques semblaient unanimes pour dire que Pierre Bodein était fou, moi y compris. Les événements m'ont donné tort. Le tableau clinique était trop spectaculaire. »
En décembre 1992, il quitte son fauteuil roulant pour s'évader par un vasistas de l'hôpital psychiatrique d'Erstein (Bas-Rhin) resté ouvert. Pendant une cavale de trois jours, il prend deux femmes en otage, avant de séquestrer et de violer l'une d'elles, braque une banque et une armurerie, force plusieurs barrages de gendarmerie, et tire sur deux policiers, en blessant un grièvement, avant d'être intercepté. Cet épisode, largement relayé par les médias, lui vaudra le surnom de « Pierrot le Fou ».
Il est condamné en 1994 à 30 ans de réclusion pour ces faits. Il est rejugé en février 1996 en appel par la cour d'assises du Bas-Rhin qui le condamne à 28 ans de réclusion criminelle (réduits ensuite à 20 ans après cassation[réf. nécessaire]) en 1996. Pierre Bodein adopte alors une nouvelle stratégie, et est décrit comme « un détenu modèle ». En raison de sa bonne conduite, de ses années de détention provisoire, de confusions de peines et de remises de peine automatiques, bénéficiant d'une liberté conditionnelle, il est libéré le 14 mars 2004, quelques mois avant la fin de sa peine. Il part vivre dans une caravane chez son frère, un ferrailleur de Bourgheim.
Quatre mois plus tard, il est accusé d'enlèvements, viols et meurtres sur Hedwige Vallée, 38 ans, tuée le 21 juin à l'arme blanche, Jeanne-Marie Kegelin, 10 ans, retrouvée le 29 juin et Julie Scharsch, 14 ans, retrouvée le 3 juillet. Interpellé une première fois le 26 juin avant d'être relâché faute de preuves, il est à nouveau interpellé le 30 juin 2004 et mis en examen. Selon certains psychiatres, ces agressions constitueraient des substituts à sa propre fille et à celle d'un de ses codétenus, âgée de 9 ans, avec lesquelles il avait établi une correspondance « obscène ». Il nie et se défend habilement mais les preuves génétiques sont formelles.

## Liste des victimes connues
| Les faits     | Les faits | Découverte     | Découverte | Identité             | Âge |
| Date          | Lieu      | Date           | Lieu       | Identité             | Âge |
| ------------- | --------- | -------------- | ---------- | -------------------- | --- |
| décembre 1992 | ?         | décembre 1992  | ?          | Une femme            | ?   |
| décembre 1992 | ?         | décembre 1992  | ?          | Un policier          | ?   |
| 18 juin 2004  | Rhinau    | 29 juin 2004   | Valff      | Jeanne-Marie Kegelin | 11  |
| 21 juin 2004  | Obernai   | 22 juin 2004   | Hindisheim | Hedwige Vallée       | 38  |
| 25 juin 2004  | Schirmeck | 3 juillet 2004 | Nothalten  | Julie Scharsch       | 14  |

## Procès et condamnation
Le 11 avril 2007, le procès de Bodein débute à la cour d'assises de Strasbourg dans une salle annexe du tribunal spécialement aménagée pour l'occasion. La réclusion criminelle à perpétuité « réelle » (ce qui signifie en France une incarcération de 30 ans minimum, mais une possibilité effective d'emprisonnement à vie) a été requise à son encontre le 4 juillet 2007. Les jurés ont suivi l'avocat général une semaine plus tard. C'est le premier détenu en France à être condamné à la perpétuité réelle. Rejugé en appel devant les assises de Colmar, il est condamné le 2 octobre 2008 à la même peine. Le 21 janvier 2010, son pourvoi en cassation est rejeté, sa condamnation devient définitive.
La complicité des Fuhrmann et des Remetter, un clan de vanniers, dans l'enlèvement, le meurtre et le viol de Jeanne-Marie Kegelin n'est en revanche pas retenue alors que l'avocat général a réclamé des peines de prison allant de 3 à 30 ans. La famille Kegelin, défendue par Wallerand de Saint-Just, a dénoncé un « gâchis dans la procédure qui l'empêche de faire son deuil. » L'avocat a d'ailleurs estimé que « ceux qui ont, par leur esprit, par leur politique et par leur abstention, permis la mort de Jeanne-Marie Kegelin sont beaucoup plus responsables que Pierre Bodein. »
Le 13 novembre 2014, la Cour européenne des droits de l'homme déclare que la condamnation de Bodein n'a violé ni l'article 3 (le condamné alléguait que la peine prononcée constituait un traitement inhumain et dégradant), ni l'article 6 § 1 (Bodein se plaignait de l'absence de motivation de l'arrêt de la cour d'assises) de la Convention européenne des droits de l'homme,.
Le 22 mars 2019, Pierre Bodein transmet via son avocat une requête à la Commission d'Instruction de la Cour de Révision pour réexamen de son procès. Le 10 octobre 2019, la Commission juge cette requête irrecevable.